# عين زويت
توجد بلدية عين زويت ولاية سكيكدة يحدها شمالا البحر الأبيض المتوسط وشرقا بلدية سكيكدة وغربا بلدية تمالوس وجنوبا بلديتي الحدائق وبوشطاطة وهي بلدية تعدادها السكاني حوالي 4003 نسمة يمارس الزراعة كمصدر أساسي وخدمات السياحة